# Großköpfige Flockenblume
Die Großköpfige Flockenblume (Centaurea macrocephala), auch Riesen-Flockenblume genannt, ist eine Pflanzenart aus der Gattung der Flockenblumen (Centaurea) in der Familie der Korbblütler (Asteraceae).

## Merkmale

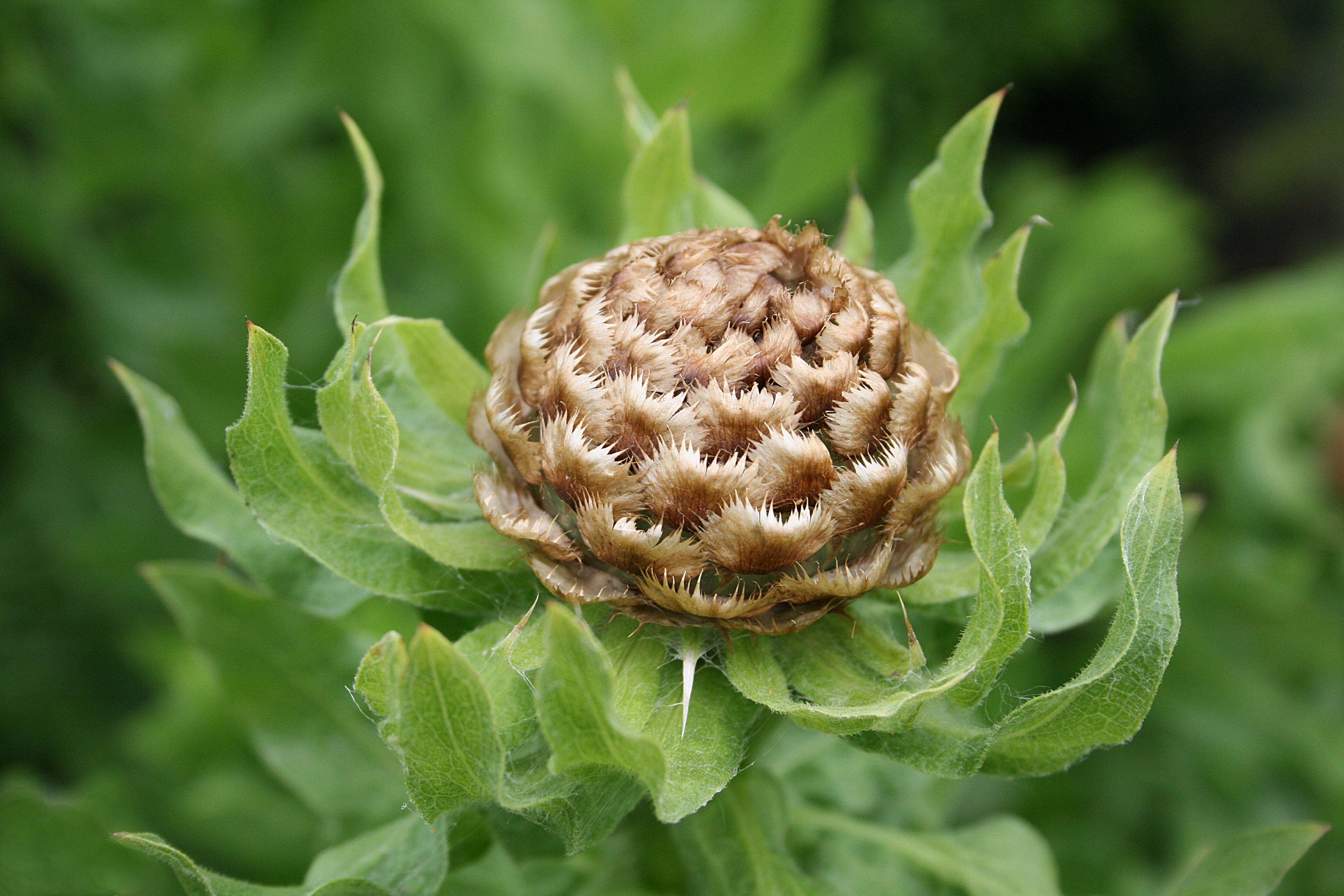
Junge Knospe von Centaurea macrocephala

Die Großköpfige Flockenblume ist eine ausdauernde Pflanze, die Wuchshöhen von 50 bis 100 (150) Zentimeter erreicht. Sie bildet ein Rhizom aus. Der Stängel ist dick, unverzweigt und bis oben dicht beblättert. Die Blätter sind breit lanzettlich bis eiförmig, spitz und entfernt kleingezähnt. Die mittleren und oberen Blätter sind sitzend, am Stängel kurz herablaufend und 10 bis 30 Zentimeter lang. 
Die Blütenkörbe stehen einzeln, sind von einem Hochblatt umgeben und haben einen Durchmesser von 3,5 bis 6 (bis 8) Zentimeter. Die Randblüten sind kaum strahlend. Die Hüllblattanhängsel sind dunkelbraun, die mittleren haben eine Breite von 15 bis 20 Millimeter, sind geschlitzt und gefranst. Die Blüten sind goldgelb.
Blütezeit ist von Juni bis Juli, zum Teil auch bis August.
Die Chromosomenzahl beträgt 2n = 18.

## Vorkommen
Die Großköpfige Flockenblume kommt in der Nordost-Türkei, in Transkaukasien und im Nordwest-Iran in subalpinen bis hochalpinen Staudenfluren und Waldlichtungen in Höhenlagen von 1500 bis 2600 Meter vor.

## Nutzung
Die Großköpfige Flockenblume wird selten als Zierpflanze für Staudenbeete, Naturgärten und Gehölzränder sowie als Schnittblume genutzt. Sie ist seit spätestens 1800 in Kultur.